# Sektzia Nes Ziona
Sektzia Nes Ziona (Hebreeuws: סקציית כדורגל נס-ציונה, Sektziyat Kaduregel Nes Tziona) is een Israëlische voetbalclub uit de stad Nes Ziona.
Maccabi Nes Ziona was in 1949 medeoprichter van de Israëlische competitie en sloot dat eerste seizoen als 13de en laatste af. Het was een kleine club en iedereen verwachtte wel een moeilijk seizoen voor de club. Maccabi ging af als een gieter en verloor alle 24 wedstrijden van het seizoen.
Later veranderde de club de naam in SK Nes Ziona (SK stond voor Sektzia Kaduregel) en promoveerde in 1966 opnieuw naar de hoogste klasse. Door de Zesdaagse Oorlog werden de seizoenen 1966/67 en 1967/68 gecombineerd in één seizoen van 60 wedstrijden. SK bracht het er beter van af dan Maccabi en won 8 wedstrijden maar werd desalniettemin laatste. De club zou ook nooit meer een optreden maken in de hoogste klasse.
De volgende decennia zakte de club weg naar de lagere reeksen, nadat in 2001 de club laatste eindigde in de Liga Alef (4de klasse) werd de club opgeheven. Een nieuwe club startte in de Liga Gimmel, de 6de en laagste klasse. De nieuwe naam was Ironi Nes Ziona. In 2004 promoveerde de club en het volgende seizoen werd de club 2de achter Hapoel Arad maar mocht promoveren in de plaats van Arad omdat deze club een slecht stadion had. In 2005 werd de clubnaam dan nog eens veranderd in Sektzia.
2005/06 werd de 3de opeenvolgende promotie voor de club. In 2009 werd de Liga Artzit opgeheven door de uitbreiding van de twee hoogste klassen en zo promoveerde de club naar de Liga Leumit.

## Eindklasseringen vanaf 2005
| Seizoen | Competitie              | Niveau | Eindstand | Beker     | Opmerking                                   |
| ------- | ----------------------- | ------ | --------- | --------- | ------------------------------------------- |
| 2004/05 | Liga Bet Zuid-B Divisie | V      | 2         |           |                                             |
| 2005/06 | Liga Alef-Divisie Zuid  | IV     | 1         |           |                                             |
| 2006/07 | Liga Artzit             | III    | 4         | 8e ronde  |                                             |
| 2007/08 | Liga Artzit             | III    | 7         | 9e ronde  |                                             |
| 2008/09 | Liga Artzit             | III    | 1         | 8e finale |                                             |
| 2009/10 | Liga Leumit             | II     | 4         | 8e ronde  |                                             |
| 2010/11 | Liga Leumit             | II     | 6         | 8e finale |                                             |
| 2011/12 | Liga Leumit             | II     | 11        | 8e ronde  |                                             |
| 2012/13 | Liga Leumit             | II     | 15        | 8e ronde  |                                             |
| 2013/14 | Liga Alef               | III    | 13        | 5e ronde  |                                             |
| 2014/15 | Liga Alef               | III    | 3         | 5e ronde  |                                             |
| 2015/16 | Liga Alef               | III    | 2         | 8e finale |                                             |
| 2016/17 | Liga Alef               | III    | 2         | 5e ronde  |                                             |
| 2017/18 | Liga Alef               | III    | 1         | 8e finale |                                             |
| 2018/19 | Liga Leumit             | II     | 2         | 8e ronde  |                                             |
| 2019/20 | Ligat Ha'Al             | I      | 13        | 8e ronde  |                                             |
| 2020/21 | Liga Leumit             | II     | 3         | 8e ronde  |                                             |
| 2021/22 | Liga Leumit             | II     | 2         | 7e ronde  | Liga topscorer: Dudu Biton (18)             |
| 2022/23 | Ligat Ha'Al             | I      | 14        | 8e finale |                                             |
| 2023/24 | Liga Leumit             | II     | 15        | 7e ronde  |                                             |
| 2024/25 | Liga Bet                | IV     | 17        | --        | Terugtrekking vanwege financiële problemen. |
| 2025/26 | Liga Gimel Center       | V      | .         |           |                                             |